# Ґосліново
Ґосліново (пол. Goślinowo) — село в Польщі, у гміні Ґнезно Гнезненського повіту Великопольського воєводства.
Населення — 1108 осіб (2011).
У 1975-1998 роках село належало до Познанського воєводства.

## Демографія
Демографічна структура станом на 31 березня 2011 року:
|          | Загалом | Допрацездатний вік | Працездатний вік | Постпрацездатний вік |
| -------- | ------- | ------------------ | ---------------- | -------------------- |
| Чоловіки | 553     | 142                | 385              | 26                   |
| Жінки    | 555     | 113                | 359              | 83                   |
| Разом    | 1108    | 255                | 744              | 109                  |